# Secret South
Secret South — третий студийный альбом американской кантри-рок группы 16 Horsepower. Он был выпущен в 2000 году на лейбле Glitterhouse.

## Отзывы
| Совокупная оценка | Совокупная оценка |
| Источник          | Оценка            |
| ----------------- | ----------------- |
| Metacritic        | 82/100            |
| Оценки критиков   |                   |
| Источник          | Оценка            |
| AllMusic          | [ 2 ]             |
| NME               | 9/10              |
| Pitchfork         | 6.9/10            |

Альбом получил положительные отзывы музыкальных критиков. Хэл Хоровиц из AllMusic считает, что «Группа работает в рамках своего уникального звучания, которое она уже определила. С голосом, таким же ветреным, бесплодным и вообще жутким, как в мотеле Бейтса, Эдвардс разворачивает 11 мини-проповедей с пугающей интенсивностью и эмоциональной остротой. Когда он поёт, призрачный стон, который он издаёт, звучит так, будто его одолевают силы, которые он не может контролировать. Именно этот жуткий голос, похожий на голос Майкла Бина из группы Call, а также редкий, но мощный инструментарий и огненно-огненный лирический наклон выделяют 16 Horsepower из остальной стаи альт-американы. Песни разнообразны по текстуре, но мрачная, угрожающая атмосфера, пронизывает весь диск, придавая ему зловещее ощущение, которое редко ослабевает. Secret South — это ещё одна достойная запись в каталоге группы, не боящейся исследовать теневую сторону духовной территории со страстью, пылом и убеждённостью проповедника из глубинки».

## Список композиций
| №   | Название             | Автор(ы)                           | Длительность |
| --- | -------------------- | ---------------------------------- | ------------ |
| 1.  | «Clogger»            | David Eugene Edwards/16 Horsepower | 3:28         |
| 2.  | «Wayfaring Stranger» |                                    | 2:42         |
| 3.  | «Cinder Alley»       | David Eugene Edwards/16 Horsepower | 4:42         |
| 4.  | «Burning Bush»       | David Eugene Edwards/16 Horsepower | 4:00         |
| 5.  | «Poor Mouth»         | David Eugene Edwards/16 Horsepower | 4:39         |
| 6.  | «Silver Saddle»      | David Eugene Edwards/16 Horsepower | 3:12         |
| 7.  | «Praying Arm Lane»   | David Eugene Edwards/16 Horsepower | 3:18         |
| 8.  | «Splinters»          | David Eugene Edwards/16 Horsepower | 5:19         |
| 9.  | «Just Like Birds»    | David Eugene Edwards/16 Horsepower | 3:44         |
| 10. | «Nobody 'Cept You»   | Bob Dylan                          | 3:34         |
| 11. | «Straw Foot»         | David Eugene Edwards/16 Horsepower | 3:30         |

## Чарты
| Чарт (2000)                | Высшая позиция |
| -------------------------- | -------------- |
| Нидерланды (Album Top 100) | 45             |
| Норвегия (VG-lista)        | 31             |